# لي يي را
لي يي را مواليد 14 سبتمبر 1987 في غانغوون، هي لاعبة كرة مضرب كورية جنوبية بدأت مسيرتها كمحترفة سنة 2004 تلعب باليد اليمنى. أعلى تصنيف لها في الفردي كان المركز الـ 178 في سنة 2008. أعلى تصنيف لها في الزوجي كان 215.

## النهائيات

### الفردي النهائي: 13 (10–3)
| الحصيلة | الرقم | التاريخ        | الدورة                   | الأرضية    | المنافس           | النتيجة            |
| ------- | ----- | -------------- | ------------------------ | ---------- | ----------------- | ------------------ |
| الفوز   | 1.    | 1 نوفمبر 2004  | مانيلا، الفلبين          | ترابية (i) | هى سون ليو-سوه    | 6–3, 6–2           |
| الفوز   | 2.    | 8 نوفمبر 2004  | مانيلا، الفلبين          | ترابية (i) | أيو فاني داميانتي | 6–0, 1–0 ret       |
| الفوز   | 3.    | 22 فبراير 2005 | بنديجو، أستراليا         | صلبة       | شاينا ماكدويل     | 6–3, 6–2           |
| الوصافة | 4.    | 1 مايو 2007    | إنتشون، كوريا الجنوبية   | صلبة       | ريجينا كولكوفا    | 3–6, 6–2, 3–6      |
| الوصافة | 5.    | 19 نوفمبر 2007 | مونت جامبير، أستراليا    | صلبة       | مونيكا نيكوليسكو  | 3–6, 1–6           |
| الفوز   | 6.    | 9 نوفمبر 2009  | مانيلا، الفلبين          | صلبة       | يو مي             | 6–4, 6–6 RET       |
| الفوز   | 7.    | 26 أبريل 2010  | غيمتشيون، كوريا الجنوبية | ترابية     | كيم نا ري         | 6–2, 7–5           |
| الفوز   | 8.    | 17 مايو 2010   | سانشيانغ، كوريا الجنوبية | صلبة       | كيم نا ري         | 7–5, 6–1           |
| الوصافة | 9.    | 16 مايو 2011   | غويانغ، كوريا الجنوبية   | صلبة       | شانيل سيموندز     | 7–6, 1–6, 6–7      |
| الفوز   | 10.   | 10 يونيو 2013  | غيمتشيون، كوريا الجنوبية | صلبة       | كيم نا ري         | 6–7(5–7), 6–2, 6–0 |
| الفوز   | 11.   | 17 يونيو 2013  | غيمتشيون، كوريا الجنوبية | صلبة       | يو مي             | 6–2, 2–6, 6–4      |
| الفوز   | 12.   | 16 يونيو 2014  | غيمتشيون، كوريا الجنوبية | صلبة       | تشوي جي-هي        | 6–2, 6–2           |
| الفوز   | 13.   | 23 يونيو 2014  | غيمتشيون، كوريا الجنوبية | صلبة       | تشوي جي-هي        | 6–1, 7–5           |

## روابط خارجية
- لي يي را على موقع رابطة محترفات التنس (الإنجليزية)
- لي يي را على موقع الاتحاد الدولي لكرة المضرب (الإنجليزية)
- لي يي را على موقع كأس بيلي جين كينغ (الإنجليزية)
- لي يي را على موقع خلاصة التنس.كوم (الإنجليزية)
- لي يي را على موقع إي إس بي إن.كوم (الإنجليزية)